# ادیمی (نیمروز)
اَدیمی، شهری در بخش مرکزی شهرستان نیمروز در استان سیستان و بلوچستان ایران است. این شهر، مرکز شهرستان نیمروز است.

## جمعیت
بر پایه سرشماری عمومی نفوس و مسکن در سال ۱۳۹۵، جمعیت شهر ادیمی برابر با ۳٬۶۱۳ نفر (۸۶۲ خانوار) بوده‌است.

## مردم و اقتصاد

### اقتصاد
اقتصاد این شهر مبتنی بر فعالیتهای کشاورزی است البته فرش‌بافی (قالی سیستان) نیز رواج دارد . آب آن از رودخانه تأمین می‌گردد و از جمله محصولات آن غلات، تره‌بار و انگور(روچه سیستان) است .

### مردم
جمعیت مردم ادیمی را قوم سیستانی و دیگر مهاجرین تشکیل میدهد .
همچنین دین اهالی ادیمی اسلام و مذهب  شیعه است و به فارسی (گویش سیستانی) سخن می‌گویند.

## ثبت ملی
شهر ادیمی مرکز شهرستان نیمروز به عنوان شهر ملی خامه دوزی سیستان در فهرست شهرهای ملی صنایع دستی ایران به ثبت رسید.

## جاذبه های شهر ادیمی

### کاروانسرای فرنگی ادیمی
کاروانسرای فرنگی مربوط به دوره صفوی است و در ۴۲ کیلومتری غرب شهرستان نیمروز و ۹ کیلومتری جاده نیمروز به نهبندان در بخش صابوری روستای میل نادر واقع شده است . کاروانسرای فرنگی در اتفاعی قرار گرفته که گردشگران ضمن تماشای آثار باستانی این اثر از مناظر زیبای دریاچه هامون صابوری در مواقع پرآبی استفاده کافی را خواهند برد .